# Margarethe Goeb
Margarethe Goeb (* 15. April 1892 in Gruben; † 23. Januar 1962 in Hagen) war eine deutsche Mathematikerin und Pädagogin.

## Leben und Wirken
Margarethe Goeb besuchte für fünf Jahre die Volksschule in Gruben, dann drei Jahre lang die Höhere Mädchenschule in Hünfeld und schließlich das Lehrerinnenseminar in Duderstadt. Nach ihrem Abschluss war sie von 1911 bis 1913 als Volksschullehrerin in Geilenkirchen tätig.
Zwischen 1913 und 1918 studierte sie zunächst an der Universität Münster und dann an der Universität Göttingen die Fächer Mathematik, Physik und Biologie. In Göttingen legte sie 1918 das mathematische Examen bei David Hilbert ab. Zwischen 1918 und 1920 arbeitete Goeb als Lehrerin in Hildesheim. Anschließend ging sie als Studienrätin an das Städtische Oberlyzeum in Hagen, dessen Schulleiter von 1909 bis 1934 der Mathematiker Fritz Möhle war. Mit außerordentlichem Engagement und großer Begeisterung unterrichtete sie hier Mathematik und leitete eine Biologie-Arbeitsgemeinschaft. Nach dem Zweiten Weltkrieg wurde Goeb an das Hager Mädchengymnasium versetzt. 1948 wurde sie zur Oberstudienrätin ernannt, übernahm 1951 die kommissarische Leitung der Schule und war von 1953 bis zu ihrer Pensionierung 1957 Schulleiterin.
Das Zentralarchiv deutscher Mathematiker-Nachlässe an der Niedersächsischen Staats- und Universitätsbibliothek Göttingen bewahrt einen Teilnachlass Goebs auf.